# آرتور داربینیان
آرتور داربینیان (ارمنی: Արթուր Դարբինյան؛ انگلیسی: Arthur Darbinyan; ۲ ژوئیهٔ ۱۹۶۱) یک بازیگر سینما و تلویزیون اهل ارمنستان-ایالات متحده آمریکا است. وی از سال ۱۹۹۱ میلادی تا کنون فعالیت می‌کند.

## زندگی‌نامه
وی در ۲ ژوئیه ۱۹۶۱ در ایروان به دنیا آمد 

## گزیده فیلمشناسی
از فیلم‌ها یا برنامه‌های تلویزیونی که وی در آن نقش داشته‌است می‌توان به اسمارت را بگیر (۲۰۰۸)، مردان ایکس: کلاس اول (۲۰۱۱)، انتقام‌جویان (۲۰۱۲) اشاره کرد.